# Платия (Коринфия)
Платия́ (греч. Πλατειά) — необитаемый остров в Греции, в западной части залива Сароникос Эгейского моря, в 5 морских милях от входа в Коринфский канал, к югу от нефтеперерабатывающего завода Motor Oil Hellas («Мотор ойл эллас»), к западу от острова Омвриос. Административно относится к общине Коринф в периферийной единице Коринфия в периферии Пелопоннес.
Название происходит от πλατεία — площадь, от πλατύς — широкий.